# Championnats du monde de triathlon longue distance 2000
Navigation
Édition précédente Édition suivante
Les Championnats du monde de triathlon longue distance 2000 présentent les résultats des championnats mondiaux longue distance de triathlon en 2000 organisés par la fédération internationale de triathlon.
Ces 7e championnats se sont déroulés à Nice en France le 18 juin 2000 dans le cadre du Triathlon international de Nice.

## Distances
| Distances course (kilomètres) | Distances course (kilomètres) | Distances course (kilomètres) |
| Natation                      | Vélo                          | Course à pied                 |
| ----------------------------- | ----------------------------- | ----------------------------- |
| 4                             | 120                           | 30                            |

## Résultats

### Hommes
| Rang   | Athlète            | Pays             | Temps           |
| ------ | ------------------ | ---------------- | --------------- |
| Or     | Peter Sandvang     | Danemark         | 6 h 22 min 00 s |
| Argent | Cyrille Neveu      | France           | 6 h 23 min 16 s |
| Bronze | François Chabaud   | France           | 6 h 26 min 49 s |
| 4      | Gilles Reboul      | France           | 6 h 27 min 37 s |
| 5      | Philippe Lie       | France           | 6 h 28 min 57 s |
| 6      | Christoph Mauch    | Suisse           | 6 h 30 min 06 s |
| 7      | Peter Clode        | Nouvelle-Zélande | 6 h 31 min 17 s |
| 8      | Cameron Widoff     | États-Unis       | 6 h 31 min 29 s |
| 9      | Felix Martinez     | Espagne          | 6 h 32 min 11 s |
| 10     | Torbjørn Sindballe | Danemark         | 6 h 34 min 22 s |

### Femmes
| Position | Nom                        | Pays        | Temps           |
| -------- | -------------------------- | ----------- | --------------- |
|          | Isabelle Mouthon-Michellys | France      | 7 h 04 min 48 s |
|          | Natascha Badmann           | Suisse      | 7 h 05 min 44 s |
|          | Daniela Locarno            | Italie      | 7 h 11 min 42 s |
| 4e       | Suzanne Nielsen            | Danemark    | 7 h 14 min 17 s |
| 5e       | Hélène Salomon             | France      | 7 h 15 min 23 s |
| 6e       | Bianca van Dijk            | Pays-Bas    | 7 h 21 min 19 s |
| 7e       | Helene Purdy               | Royaume-Uni | 7 h 23 min 02 s |
| 8e       | Heidi Jesberger            | Allemagne   | 7 h 23 min 49 s |
| 9e       | Cédrine Soulet             | France      | 7 h 24 min 40 s |
| 10e      | Estelle Patou              | France      | 7 h 28 min 07 s |

## Tableau des médailles
| Rang  | Nation   | Or | Argent | Bronze | Total |
| ----- | -------- | -- | ------ | ------ | ----- |
| 1     | France   | 1  | 1      | 1      | 3     |
| 2     | Danemark | 1  | 0      | 0      | 1     |
| 3     | Suisse   | 0  | 1      | 0      | 1     |
| 4     | Italie   | 0  | 0      | 1      | 1     |
| Total | Total    | 2  | 2      | 2      | 6     |